# Mercedes Juan López
Mercedes Juan López (Ciudad de México, 22 de abril de 1943) es una médica mexicana, miembro del Partido Revolucionario Institucional. Fue diputada federal y del 1 de diciembre del 2012 al 8 de febrero de 2016 fue secretaria de Salud de México.

## Trayectoria
Mercedes Juan López es médica cirujana egresada de la Universidad Nacional Autónoma de México y tiene una especialidad en medicina de la rehabilitación. De 1983 a 1988 fue secretaria técnica del Gabinete de Salud de la Presidencia de la República en el gobierno de Miguel de la Madrid, y de 1988 a 1994 fue Subsecretaria de Regulación y Fomento Sanitario de la Secretaría de Salud, siendo titular de la misma Jesús Kumate Rodríguez en el gobierno de Carlos Salinas de Gortari. 
Electa diputada federal por la vía plurinominal en 1997 a la LVII Legislatura que concluyó en 2000 y en la cual fue vicecoordinadora de la fracción parlamentaria del PRI y vicepresidenta de la mesa directiva, secretaria de la comisión de Salud y de la Población y Desarrollo; de 2001 a 2007 fue miembro del Consejo Social de la Junta de Gobierno del Instituto Nacional de las Mujeres y en 2007 comisionada de Operación Sanitaria de la Comisión Federal para la Protección contra Riesgos Sanitarios (COFEPRIS). De septiembre de 2009 a noviembre de 2012, fue presidenta ejecutiva de la Fundación Mexicana para la Salud.
El 30 de noviembre de 2012 el entonces presidente Enrique Peña Nieto la designó como Secretaria de Salud a partir del 1 de diciembre del mismo año.